# Egon Steigenberger
Egon Steigenberger (* 7. September 1926 in Baden-Baden; † 4. Januar 1985 in Ruhpolding) war ein deutscher Hotelier.
Der Sohn des Kaufmanns Albert Steigenberger, Gründer der Steigenberger Hotelgesellschaft KG, absolvierte das Benediktinergymnasium Ettal und begann ein Studium der Volks- und Betriebswirtschaft an der Universität Heidelberg. Das Studium brach er ab, um sich auf die Übernahme der seit 1930 bestehenden väterlichen Hotelkette vorzubereiten.
Seit 1948 unterstützte er seinen Vater als engster Mitarbeiter und sammelte auf Studienreisen in den USA praktische Erfahrungen. Er übernahm die Leitung des Park Hotels in Düsseldorf und war Besitzer von zehn eigenen Hotels, bevor er nach dem Tod des Vaters 1958 persönlich haftender Gesellschafter des Hotelkonzerns wurde.
Egon Steigenberger setzte die Expansion des Konzerns, nunmehr KG a. A., zügig fort. 1960 wurde das erste, 1969 das zweite Flughafenhotel am Flughafen Frankfurt nach amerikanischem Vorbild eröffnet. 1972 erwarb er die Hotelberufsfachschule in Bad Reichenhall. In den 1970er Jahren erbaute er große Ferienhotels an Kurorten wie Grafenau, Lam, Bad Kissingen und Bad Neuenahr. In den 1980er Jahren folgten neue Hotels zum Beispiel in Berlin, Baden-Baden, Bonn sowie Saanen-Gstaad und Davos in der Schweiz.
Seit 1967 war er Mitglied der Vollversammlung der Industrie- und Handelskammer Frankfurt am Main und ehrenamtlicher Handelsrichter am Landgericht Frankfurt am Main. Nach dem Tod Egon Steigenbergers im Jahre 1985 wurde das Unternehmen in eine Aktiengesellschaft umgewandelt.
Aus seiner Ehe mit Anne-Marie Steigenberger gingen vier Kinder und acht Enkelkinder hervor.

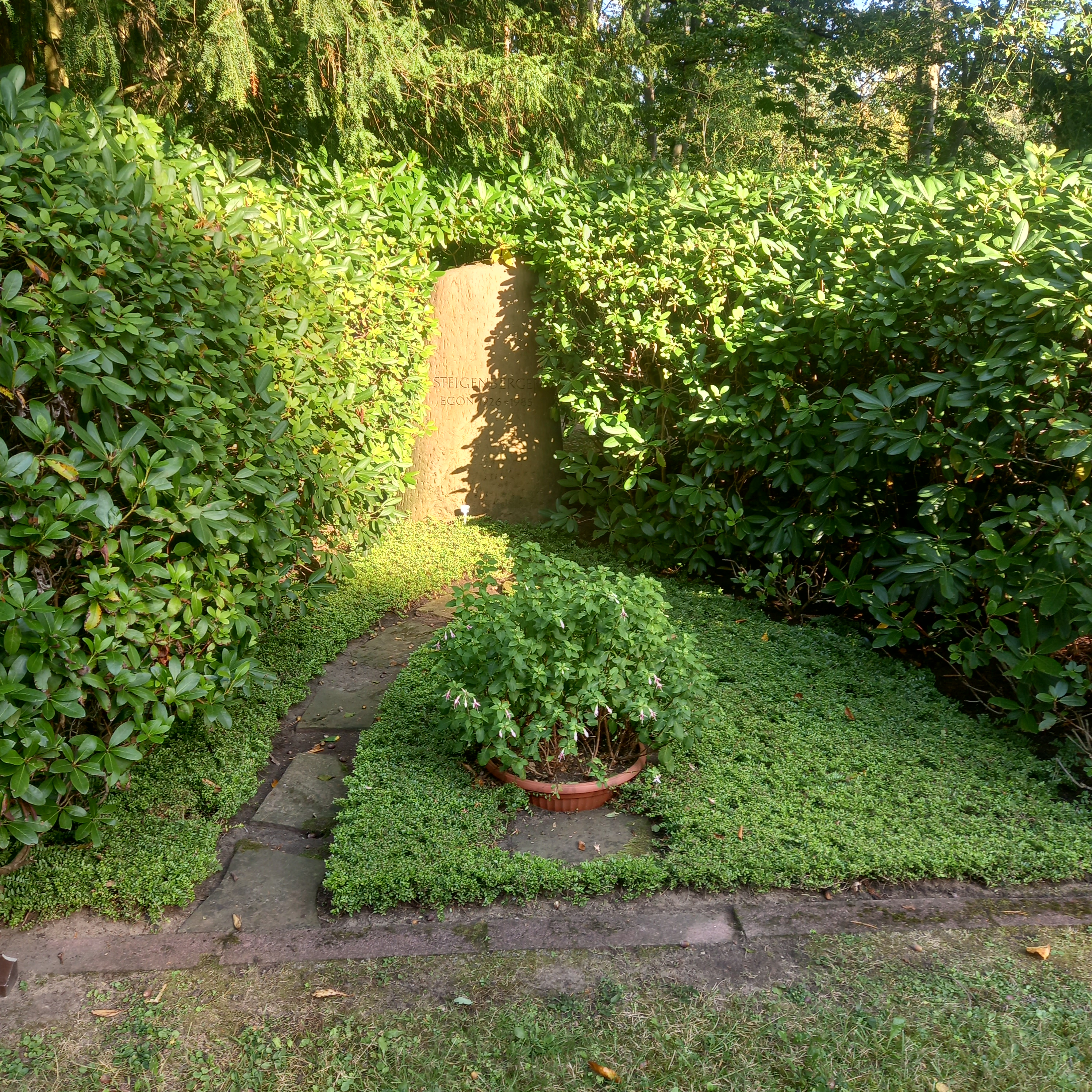
Das Grab von Egon Steigenberger auf dem Waldfriedhof Oberrad in Frankfurt am Main